# Mario Cabrera
Pour les articles homonymes, voir Luis Cabrera.
Ce nom utilise le système traditionnel des noms espagnols; le premier ou nom de famille paternel est Cabrera et le second ou nom de famille maternel est Molina.
Luis Mario Cabrera Molina, né le 9 juillet 1956, est un ancien footballeur argentin qui évoluait au poste d'attaquant.
Il réalise la majeure partie de sa carrière en Espagne, ce qui représente douze saisons, principalement à l'Atlético Madrid.

## Carrière
Cabrera naît à La Rioja en Argentine. Il commence sa carrière dans son pays natal avec le Club Atlético Huracán en 1975, marquant 19 buts en deux ans. En 1978, il s'installe en Espagne, commençant par le CD Castellón en deuxième division.
Pour la saison 1980-1981, il rejoint l'Atlético Madrid. Il doit travailler dur pour gagner sa place, à cause de la concurrence du Mexicain Hugo Sánchez. Finalement, la paire s'avère complémentaire, ils marquent ensemble 33 buts en Liga lors de la saison 1984-1985.
Le bilan de la carrière professionnelle de Cabrera dans les championnats espagnols s'élève à 311 matchs joués, pour 92 buts marqués. Il joue également trois matchs en Coupe de l'UEFA, et neuf en Coupe des coupes. En Coupe des coupes, il inscrit un but contre le club allemand du Bayer Uerdingen en avril 1986, lors des demi-finales.

## Palmarès
| Saison  | Club            | Titre                                |
| ------- | --------------- | ------------------------------------ |
| 1984–85 | Atlético Madrid | Vainqueur de la Coupe d'Espagne      |
| 1985    | Atlético Madrid | Vainqueur de la Supercoupe d'Espagne |
| 1985–86 | Atlético Madrid | Finaliste de la Coupe des coupes     |
| 1988–89 | Castellón       | Champion de Deuxième division        |